# Lista de monumentos em Santana de Parnaíba
A lista de monumentos em Santana de Parnaíba reúne monumentos em Santana de Parnaíba. São especialmente destacadas as obras do artista local Murilo Sá Toledo, em especial no trevo da cidade o Monumento aos Bandeirantes. Os monumentos mais conhecidos estão localizados no Centro Histórico e compõem o conjunto do patrimônio cultural e histórico do município, que tem pelo menos 200 edificações tombadas.
| Imagem | Título                              | Criador          | Data de criação        | Geocoordenadas               | Referência |
| ------ | ----------------------------------- | ---------------- | ---------------------- | ---------------------------- | ---------- |
|        | Monumento a Frei Agostinho de Jesus | Murilo Sá Toledo | 26 de julho de 2001    | 23° 26′ 43″ S, 46° 54′ 59″ O |            |
|        | Monumento aos Bandeirantes          | Murilo Sá Toledo | 14 de novembro de 2006 | 23° 26′ 39″ S, 46° 54′ 44″ O |            |
|        | Suzana Dias                         | Murilo Sá Toledo | 11 de novembro de 2001 | 23° 26′ 44″ S, 46° 54′ 50″ O |            |